# Harveya
Harveya é um género botânico pertencente à família Orobanchaceae.

## Sinonímia
Aulaya

### Espécies
Composto por 52 espécies:
Harveya alba Harveya andongensis Harveya anisodonta
Harveya bequaerti Harveya bodkini Harveya bolusii
Harveya buchwaldii Harveya capensis Harveya cathcartensis
Harveya coccinea Harveya comorensis Harveya crispula
Harveya euryantha Harveya foliosa Harveya helenae
Harveya hirtiflora Harveya huillensis Harveya huttoni
Harveya hyobanchoides Harveya kenyensis Harveya lactea
Harveya laxiflora Harveya leucopharynx Harveya liebuschiana
Harveya lutea Harveya macrantha Harveya obtusifolia
Harveya parviflora Harveya paucflora Harveya pratensis
Harveya pulchra Harveya pumila Harveya purpurea
Harveya randii Harveya scarlatina Harveya schliehenii
Harveya silvatica Harveya speciosa Harveya spectabilis
Harveya squamosa Harveya stenosiphon Harveya sulphurea
Harveya tanzanica Harveya thonneri Harveya tubata
Harveya tubulosa Harveya tulbaghensis Harveya tulbaghiensis
Harveya varia Harveya versicolor Harveya vestita
Harveya wysockiana